# Ton Carfi
Ton Carfi, nome artístico de Wellington Carfi dos Santos (São José dos Campos, 26 de Julho de 1982) é um cantor, compositor, produtor musical e multi-instrumentista brasileiro, que atua principalmente nos gêneros R&B e gospel.

## Biografia
Filho dos presidentes da Comunidade Batista Hermom, Canroberto Carfi Dos Santos e Elizete Otaviano Carfi, Ton Carfi iniciou seu aprendizado musical aos nove anos na igreja local, destacando-se anos mais tarde como solista dentre os tenores do Raiz Coral, tendo deixado o grupo e o Link4 para dedicar-se exclusivamente a sua carreira solo em 2005.
Em novembro de 2006, lançou seu primeiro disco solo, de título Tenho que estar preparado, e contou as participações especiais de Marquinhos Gomes, Leonardo Gonçalves, Lito Atalaia, Karina Karfi, Pregador Luo e Danilo. O disco lhe rendeu três indicações ao Troféu Talento, que era considerado o maior prêmio da música gospel brasileira na época.
Em 2008, Carfi foi back vocal na gravação do DVD Ao Vivo no Maracanãzinho, do Trazendo a Arca. Seu álbum A Espera de um Milagre, gravado ao vivo trouxe a participação especial de Luiz Arcanjo e Pregador Luo.
Em 2011, Ton Carfi lançou o álbum Revolução, produzido por James Castro, conhecido como Jamba. O disco foi bem avaliado pela crítica especializada. O Super Gospel definiu o disco como uma relevação da identidade musical de Ton Carfi.
Em novembro de 2014, passa a fazer parte do cast da gravadora Som Livre. Em 2015, lançou seu novo CD Somos Um. Também em 2015 gravou os clipes da música "Porque eu te amei" e "X-Man".
Em 2017 lançou o CD História de Davi, através da gravadora Som Livre. Todas as músicas deste álbum possuem videoclipes.
Em 2018 bateu a marca de mais de 100 milhões de visualizações em seu canal no YouTube.

## Discografia
Carreira solo
- 2006: Tenho que estar Preparado
- 2007: Caminhos - Com Jessé
- 2008: Acústico
- 2009: A Espera de Um Milagre
- 2011: Revolução
- 2013: Creio em Ti - Single
- 2014: Jesus Me Conquistou
- 2015: Somos Um
- 2017: Historia de Davi¨
- 2019: Tríade

## Participação
- 2010: Este é Meu Coração - Karina Carfi

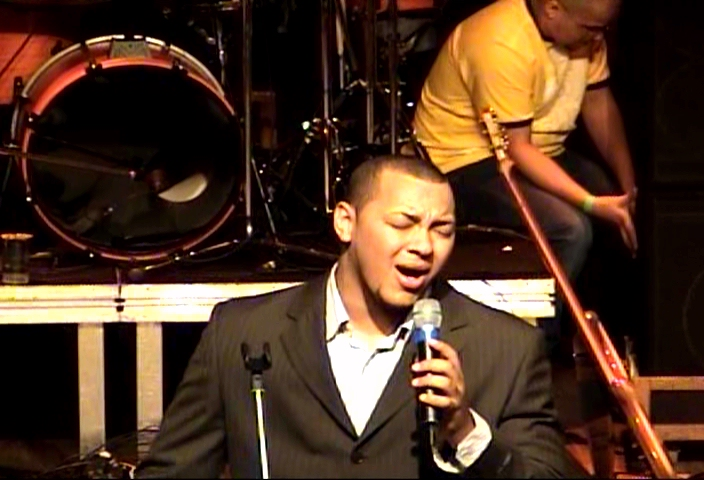
Ton Carfi cantando durante um evento.

## Indicações e prêmios

### Troféu Talento
Prêmios e indicações ao Troféu Talento:
| Ano  | Categoria                 | Indicado                  | Resultado |
| ---- | ------------------------- | ------------------------- | --------- |
| 2007 | Melhor álbum Black Music  | Tenho que estar Preparado | Indicado  |
| 2007 | Melhor álbum Independente | Tenho que estar Preparado | Indicado  |
| 2007 | Revelação Masculina       | Ton Carfi                 | Indicado  |
| 2008 | Melhor álbum black music  | Caminhos                  | Indicado  |